# Osmaniyespor
Osmaniyespor ist ein türkischer Fußballverein aus Osmaniye.

## Geschichte

### Gründung
Der Verein wurde 1946 gegründet und spielte in der TFF 2. Lig (3. Liga) sowie in der TFF 3. Lig (4. Liga).

### Systembedingter Abstieg in die TFF 3. Lig
Da mit der Saison 2001/02 der türkische Profi-Fußball grundlegenden Änderungen unterzogen werden sollte, wurden bereits in der Spielzeit 2000/01 Vorbereitungen für diese Umstellung unternommen. Bisher bestand der Profifußball in der Türkei aus drei Ligen: Der höchsten Spielklasse, der einspurigen Türkiye 1. Futbol Ligi, der zweitklassigen fünfspurig und in zwei Etappen gespielten Türkiye 2. Futbol Ligi und der drittklassigen und achtgleisig gespielten Türkiye 3. Futbol Ligi. Zur Saison 2001/02 wurde der Profifußball auf vier Profiligen erweitert. Während die Türkiye 1. Futbol Ligi unverändert blieb, wurde die Türkiye 2. Futbol Ligi in die nun zweithöchste Spielklasse, die Türkiye 2. Futbol Ligi A Kategorisi (zu dt.: 2. Fußballliga der Kategorie A der Türkei), und die dritthöchste Spielklasse, die Türkiye 2. Futbol Ligi B Kategorisi (zu dt.: 2. Fußballliga der Kategorie B der Türkei), aufgeteilt. Die nachgeordnete Türkiye 3. Futbol Ligi wurde fortan somit die vierthöchste Spielklasse, die TFF 3. Lig. Jene Mannschaften, die in der Drittligasaison 2000/01 lediglich einen mittleren Tabellenplatz belegten, wurden für die kommende Saison in die neugeschaffene vierthöchste türkische Spielklasse, in die 3. Lig zugewiesen. Osmaniyespor, welches die Liga auf dem 10. Tabellenplatz beendet hatte, musste so systembedingt in die 3. Lig absteigen.

### Neuzeit
In der Saison 2006/2007 stiegen sie in die Bölgesel Amatör Lig, die höchste türkische Amateurliga, ab und schafften bis heute nicht die Rückkehr in den Profifußball.